# Devět povídek

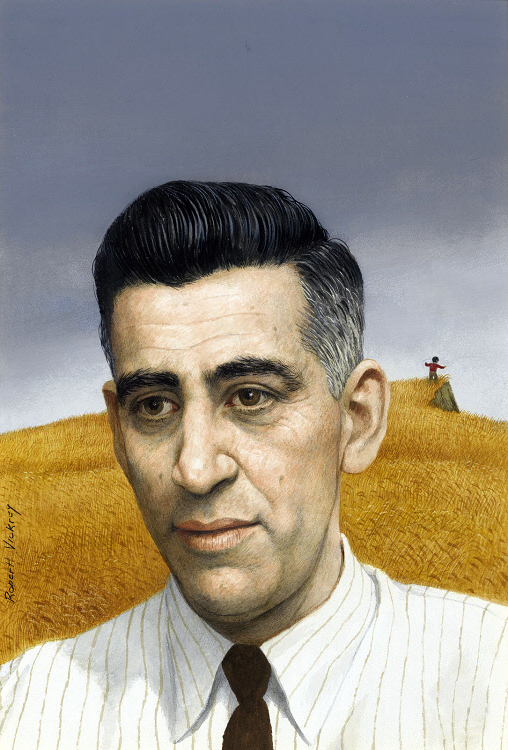
Ilustrace zobrazující J. D. Salingera z časopisu Time vydaného v roce 1961

Devět povídek (anglicky Nine Stories) je sbírka povídek amerického spisovatele J. D. Salingera, publikovaná v roce 1953. V mnoha zemích byla tato sbírka vydána pod názvem Věnováno Esmé - z lásky a žalosti a další příběhy, podle jedné z nejslavnějších povídek ve sbírce. Všechny povídky ve sbírce byly předtím vydány v časopisech, především v časopise The New Yorker.
Povídky ve sbírce jsou filozofické a rezonanční. Tři z devíti povídek se zabývají rodinou Glassových, ke které se J. D. Salinger vrátil ještě v několika dílech, především ve Franny a Zooey a Vzhůru, tesaři, do výše střechu zvedněte! / Seymour: Úvod. V posledním zmíněném díle jedna z postav, Buddy Glass, zmiňuje, že je autorem povídky Teddy, která se také ve sbírce objevuje.

## Povídky ve sbírce
Sbírka devět povídek obsahuje tyto povídky:
- Den jako stvořený pro banánové rybičky (anglicky A Perfect Day for Bananafish), původně vydána v roce 1948 v časopisu The New Yorker. Je to jedna z nejznámějších Salingerových povídek. Zabývá se sebevraždou Seymoura Glasse v letním rezortu na Floridě.
- Chudáček vrtáček z Connecticutu (anglicky Uncle Wiggily in Connecticut), původně vydána v roce 1948 v časopisu The New Yorker. Povídka představuje rozhovor dvou opilých žen, z nichž jedna je žena Waltaera Glasse, zabitého ve druhé světové válce.
- Před válkou proti Eskymákům (anglicky Just Before the War with the Eskimos), původně vydána v roce 1948 v časopisu The New Yorker. Příběh dvou kamarádek, které se vrací z tenisové hry do bytu jedné z nich, kde se ta druhá dá do řeči s jejím bratrem.
- Smějící se muž (anglicky The Laughing Man), původně vydána v roce 1949 v časopisu The New Yorker. Příběh muže, který vzpomíná na své dětství, kdy ho s další skupinou dětí každý týden hlídal newyorský student práv a na pokračování vyprávěl jim dobrodružný příběh o smějícím se muži. Poté, co si student najde přítelkyni, přestane děti hlídat.
- U dingy (anglicky Down at the Dinghy), původně vydána v roce 1949 v časopisu Harper. Příběh se zaměřuje na rozhovor BooBoo Glassové a jejího mladého syna, který utekl z domova a skrývá se v loďce.
- Věnováno Esmé – z lásky a žalosti (anglicky For Esmé – with Love and Squalor), původně vydána v roce 1950 v časopisu The New Yorker. Jedna z nejznámějších a nejvíce autobiografických Saligerových povídek. Vypráví o americkém seržantovi během druhé světové války ve Velké Británii, který se zde setká s Esmé a slíbí, že jednou napíše povídku na její počest.
- Pěkná ústa, oči zelené (anglicky Pretty Mouth and Green My Eyes), původně vydána v roce 1951 v časopisu The New Yorker. Představuje půlnoční konverzaci mezi dvěma právníky.
- De Daumier-Smithovo modré období (anglicky De Daumier-Smith's Blue Period), původně vydána v roce 1952 v časopisu World Review. Příběh mladého studenta, malíře, který odejde do Montrealu aby zde pracoval jako učitel malířství v korespondenčí škole umění. Škola je kvůli úředním problémům brzy zavřena, student dále zůstává v kontaktu se svými studenty, především s jednou řeholní sestrou.
- Teddy, původně vydána v roce 1953 v časopisu The New Yorker. Příběh představující extrémně inteligentního desetiletého chlapce na zámořském parníku mezi Evropou a Amerikou.

## České vydání
Kniha Devět povídek byla vydána česky v roce 1971 v nakladatelství Odeon, v překladu Luby Pellarové a Rudolfa Pellara. Povídka Den jako stvořený pro banánové rybičky byla ovšem vydána česky již v roce 1958 v antologii 10 novel.

## Zajímavost
Název talk show Banánové rybičky uváděné Halinou Pawlowskou v České televizi vychází ze Salingerovy povídky Den jako stvořený pro banánové rybičky vydané v této sbírce.